# Issou
Issou – miejscowość i gmina we Francji, w regionie Île-de-France, w departamencie Yvelines. Przez miejscowość przepływa Sekwana. 
Według danych na rok 1990 gminę zamieszkiwały 2463 osoby, a gęstość zaludnienia wynosiła 513 osób/km² (wśród 1287 gmin regionu Île-de-France Issou plasuje się na 442. miejscu pod względem liczby ludności, natomiast pod względem powierzchni na miejscu 692.).